# Jane Gylling
Jane Hilda Charlotta Gylling (Visby, 6 aprile 1902 – 10 marzo 1961) è stata una nuotatrice svedese, specializzata nello stile libero.

## Palmarès
- Giochi olimpici

Anversa 1920: bronzo nella staffetta 4x100 metri stile libero.